# شهرستان مایو
شهرستان مایو (به انگلیسی: County Mayo) یک شهرستان در ایرلند است که در کوناکت واقع شده‌است.

## خصوصیات
شهرستان مایو ۵٬۵۸۶ کیلومترمربع مساحت و ۱۳۰٬۶۳۸ نفر جمعیت دارد.

## خواهرخوانده
شهر کلیولند خواهرخواندهٔ شهرستان مایو هست.